# Langaha
Langaha – rodzaj węży z rodziny Pseudoxyrhophiidae.

## Zasięg występowania
Rodzaj obejmuje gatunki występujące endemicznie na Madagaskarze (włącznie z sąsiednią wyspą Nosy Be).

## Systematyka

### Etymologia
- Langaha: etymologia nieznana, Bonaterre nie wyjaśnił znaczenia nazwy zwyczajowej[2][8].
- Amphistrate: gr. αμφι amphi „blisko, dookoła”[9]; στρατεω strateō „obozować”[10]. Gatunek typowy: Langaha madagascariensis Bonnaterre, 1790.
- Xiphorhynchus: gr. ξιφος xiphos „miecz”[11]; ῥυγχος rhunkhos „pysk, ryj”[12]. Gatunek typowy: Langaha madagascariensis Bonnaterre, 1790.
- Xiphorhina: gr. ξιφος xiphos „miecz”[11]; ῥις rhis, ῥινος rhinos „nos, pysk”[12]. Gatunek typowy: Dryophis langaha Schlegel, 1837 (= Langaha madagascariensis Bonnaterre, 1790).

### Podział systematyczny
Do rodzaju należą następujące gatunki:
- Langaha alluaudi Mocquard, 1901
- Langaha madagascariensis Bonaterre, 1790 – liścionos madagaskarski[13]
- Langaha pseudoalluaudi Domergue, 1988